# Limacocera hel
Limacocera hel är en fjärilsart som beskrevs av Erich Martin Hering 1931. Limacocera hel ingår i släktet Limacocera och familjen snigelspinnare. Inga underarter finns listade i Catalogue of Life.